# 中島啓勝
中島 啓勝（なかじま よしかつ、1979年 - ）は、日本の政治学者、京都文教大学非常勤講師。専門は近現代日本思想、歴史哲学、政治思想史

## 略歴
大阪府出身。京都大学大学院人間・環境学研究科博士後期課程研究指導認定退学。
| スタブアイコン | サブスタブ | この項目は、まだ閲覧者の調べものの参照としては役立たない、人物に関連した書きかけの項目です。この項目を加筆・訂正などしてくださる協力者を求めています（P:人物伝/PJ:人物伝）。 |